# 崔奉春
崔 奉春（朝鮮語: 최 봉춘、チェ・ボンジュン、チェ・ポンチュン、1925年 - 2023年2月24日）は、日本統治時代の朝鮮出身の宗教家。世界平和統一家庭連合の初期の布教家として知られる。別名、西川勝。妻は申美植。

## 来歴・人物
釜山府に生まれた。幼少期から青年期まで大阪市の難波で過ごし、日本の降伏直前に日本統治時代の朝鮮に帰国した。
1956年4月10日、世界基督教統一神霊協会（現・世界平和統一家庭連合）に入信。
1958年、忠清南道公州市の鶏龍山中にある仏教寺院甲寺の裏山で、文鮮明から、国交のなかった日本での宣教を命じられる。文鮮明は150万ウォン（当時の金で約100万円）を崔奉春に持たさせたとされる。貨物船に潜伏する密航は3度失敗し、最終的に同年7月に福岡県に上陸したものの、入国管理法違反で半年の実刑を受け、広島刑務所に収監された。強制送還される前に、肺炎と診断され療養施設に移された。1959年2月18日、山口刑務所から釈放されると、西川勝と名乗った。
その後、上京し、韓国のキリスト教徒が経営する新宿区高田馬場の「雄鶏舎時計店」に住み込ませてもらった。1959年10月2日、雄鶏舎時計店で最初の礼拝をおこない、「世界基督教統一神霊協会日本協会」が設立された。
1964年6月2日、入国管理法違反容疑で警察に連行され、6月4日に世田谷区の北沢署から出入国管理局に移された。そして、統一教会顧問だった笹川良一の尽力により7月17日に釈放された。笹川は賀屋興宣法務大臣のルートを使っていったん帰国させ、再入国許可の措置に持ち込み、また日本に戻った。
1965年1月28日、文鮮明が21年ぶりに来日した。同日、文鮮明は渋谷区南平台の日本本部教会を訪問。歓迎礼拝で崔奉春は崔元福、金永雲らとともに挨拶した。同年2月12日、文鮮明は羽田を発ち、サンフランシスコへ向かった。3月16日、崔奉春も渡米した。
2023年2月24日、アメリカ合衆国で死去した。97歳没。